# 布鲁斯·黑尔
威廉·布鲁斯·黑尔（英語：William Bruce Hale，1918年8月30日—1980年12月30日），美国NBA联盟前职业篮球运动员。